# Grönlands nationalpark
Grönlands nationalpark (grönländska: Kalaallit Nunaanni nuna eqqissisimatitaq, danska: Grønlands Nationalpark, engelska: National Park in North and East Greenland, Northeast Greenland National Park) är Grönlands enda nationalpark och täcker cirka 40 % av Grönlands yta. Grönlands nationalpark är världens största nationalpark och det nionde största skyddade området (de enda större skyddade områdena består mestadels av hav). Det är den nordligaste nationalparken i världen.
Nationalparken är även klassad som biosfärområde av Unesco.

## Geografi

Grönlands nationalpark (i gult).

Nationalparken har en sammanlagd area på ca 972 000 km² och omfattar Grönlands nordöstra del. Parken sträcker sig ca 1 400 km från Peary Land i norr till Sermersooq i söder och ca 800 km från kusten i öst till Avannaata i väst. Parkens mitt ligger i grova drag vid den övergivna forskningsstationen Station North Ice med de geografiska koordinaterna 78°04′00″N 38°29′00″V / 78.06667°N 38.48333°V.

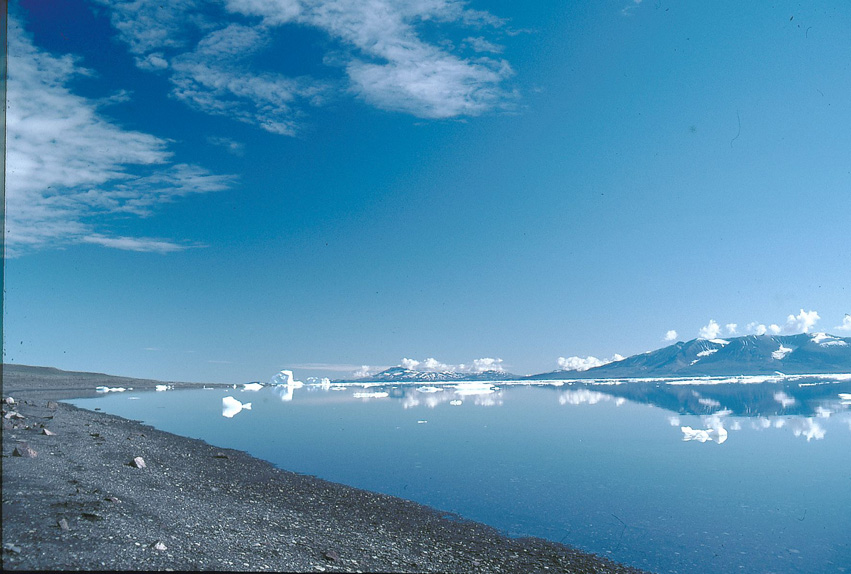
Frans Josefs fjord

Området saknar bofast befolkning men det finns flera bemannade militär- och forskningsstationer inom parken:
- Daneborg, högkvarter för "Siriuspatrullen"
- Danmarkshavn, väderstation
- Mestersvig, militärstation med flygfält
- Station Nord, väder- och militärstation med flygfält
- Summit Camp, forskningsstation som drivs av flera länder gemensamt [3].
- Zackenberg Station, miljöforskningsstation som drivs av Dansk Polarcenter (DPC).

Närmaste ort är Ittoqqortoormiit söder om nationalparken. För att besöka nationalparken krävs tillstånd utfärdat av Dansk Polarcenter.
Två av Grönlands ytterpunkter, Nordostrundingen som den östligaste och Kap Morris Jesup som den nordligaste, ligger inom nationalparkens område.
Förvaltningsmässigt tillhör området inte någon av Grönlands kommuner, utan utgör ett kommunfritt område som förvaltas av en parkstyrelse som sorterar under Grönlands självstyre. 
Polarklimat råder i området.

## Naturen

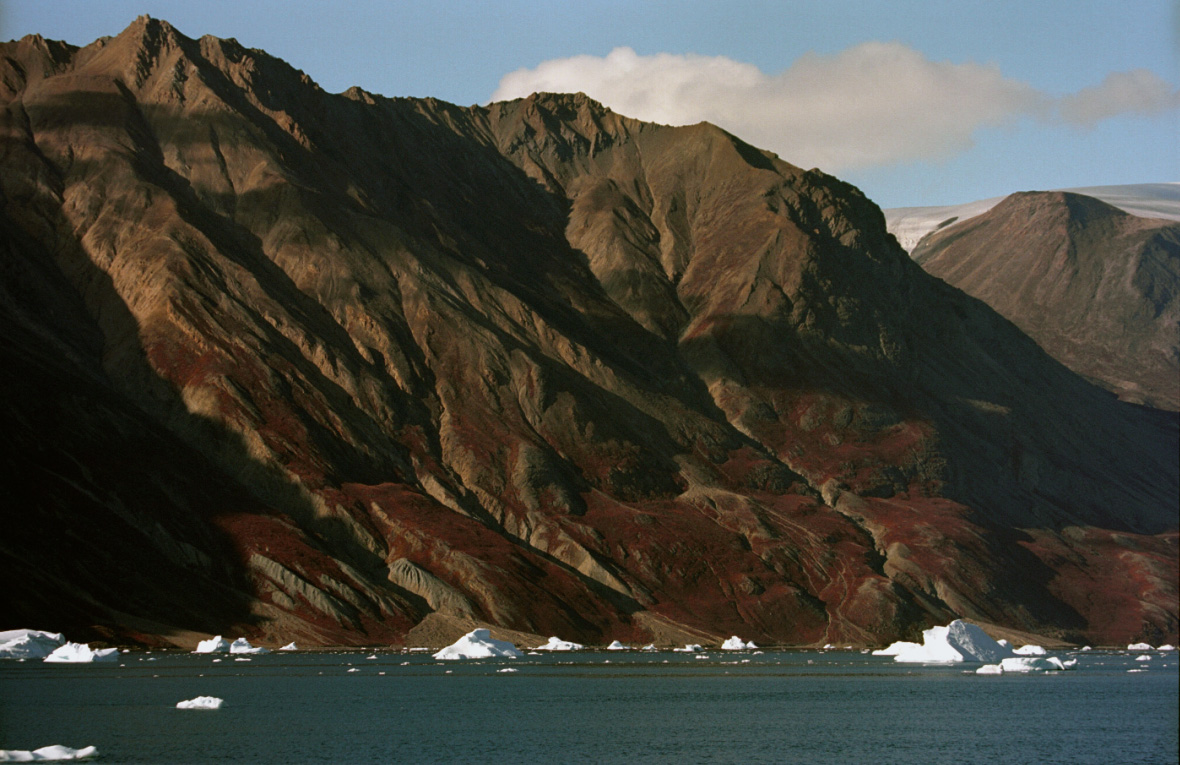
Røde Fjord

Kusten har en mängd fjordar och naturen består till större delen av tundra. Inlandet är bergigt och täcks till större delen av glaciärer.
Grönlands nationalpark är habitat för en rad olika arter av havsdjur, landdjur och fåglar. Bland havsdjuren kan nämnas vitval, narval, vikare, valross, storsäl, Grönlandssäl och blåsäl. Bland landdjuren finns ren, fjällräv, hermelin, myskoxe och isbjörn. Bland fåglar kan nämnas fjälluggla, svartnäbbad islom, vitkindad gås, spetsbergsgås, ejder, praktejder, prutgås, sandlöpare, fjällripa och även jaktfalk.
Parken har även två viktiga ruggningsplatser som är klassade som Ramsarplatser med Hochstetter Forland (Ramsar site no. 390) för Spetsbergsgåsen och Kilen (Ramsar site no. 391) för Prutgåsen .

## Historia

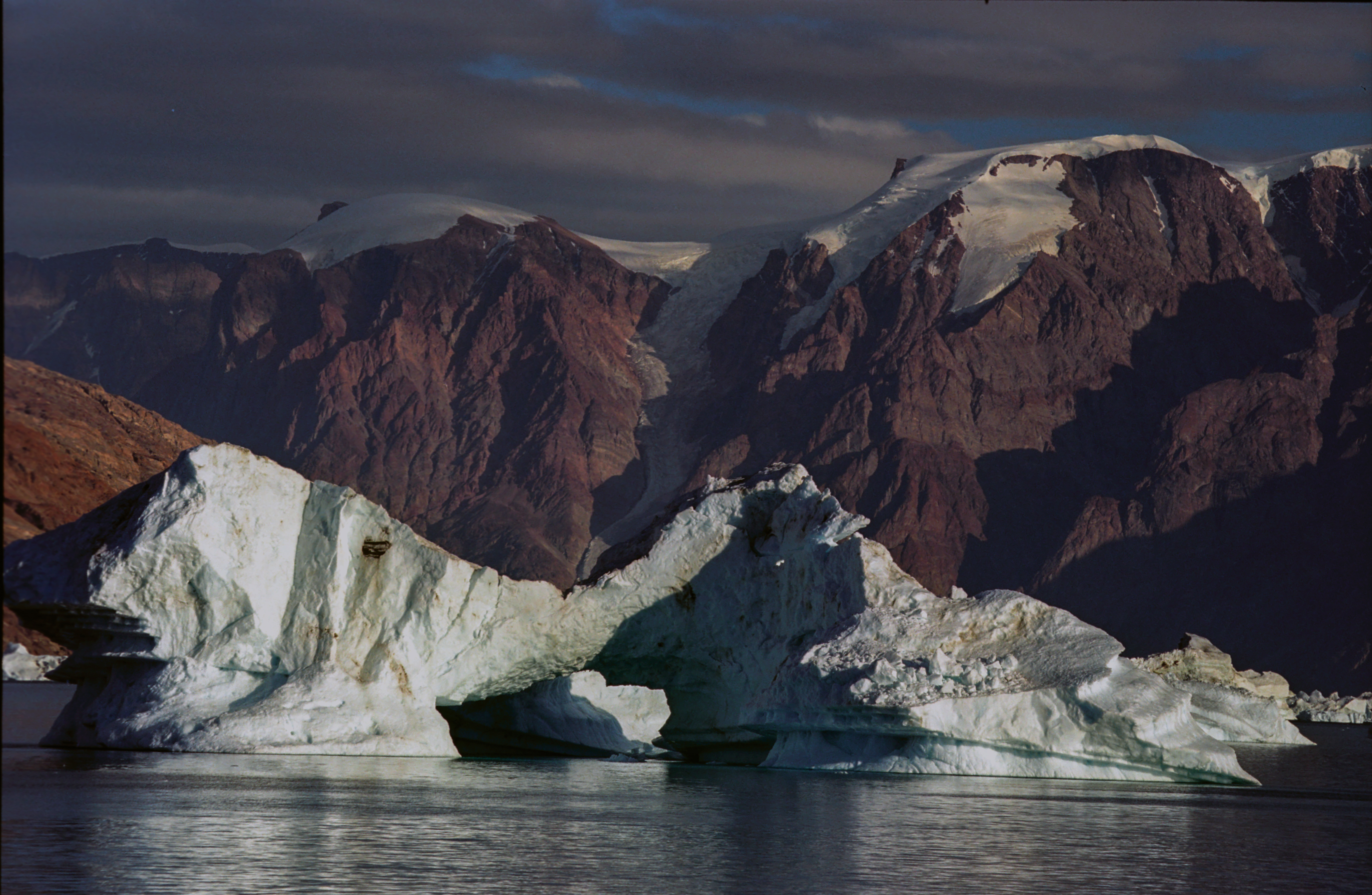
Rypefjorden

1822 blev den engelska  valfångaren William Scoresby den förste europén att sätta sin fot på nordöstra Grönland.
Grönland nationalpark inrättades den 22 maj 1974 och förvaltas av Grønlands Selvstyres miljö- och naturstyrelse med kontor i huvudstaden Nuuk. 1977 utsågs området till biosfärreservat och 1988 utökades parken med cirka 272 000 km² till sin nuvarande storlek och samma år utsågs även Ramsarplatserna.
Åren 1952−1954 användes Station North Ice av British North Greenland Expedition under ledning av James Simpson. Under denna period uppmätte expeditionen den 9 januari 1954 en temperatur på -65,9 °C, den lägsta uppmätta temperaturen på Grönland någonsin .
Förutom Station North Ice ligger även de övergivna forskningsstationerna Greenland Ice Sheet station (här tog man djupa borrprover i isen under 1970-talet) och station Eismitte (här utförde tyske Alfred Wegener geofysiska studier) inom parken.